# Exidiopsis
Exidiopsis is een geslacht van schimmels behorend tot de familie Auriculariaceae.

## Soorten
Het geslacht bestaat uit 30 soorten (peildatum februari 2023):
| Soortnaam                                  | Auteur(s)                        | Publicatiejaar |
| ------------------------------------------ | -------------------------------- | -------------- |
| Exidiopsis albopruinata                    | Rick                             | 1958           |
| Exidiopsis alliciens                       | (Berk. & Cooke) K. Wells         | 1962           |
| Exidiopsis badia                           | P. Roberts                       | 2003           |
| Exidiopsis banlaensis                      | Y.B. Peng                        | 1984           |
| Exidiopsis calcea (Kalkwaskorstje)         | (Pers.) K. Wells                 | 1962           |
| Exidiopsis cartilaginea                    | Rick                             | 1958           |
| Exidiopsis citrina                         | Hauerslev                        | 1993           |
| Exidiopsis diversa                         | K. Wells                         | 1987           |
| Exidiopsis effusa (Rozeblauwig waskorstje) | (Bref. ex Sacc.) Möller          | 1895           |
| Exidiopsis endoramifera                    | P. Roberts                       | 2003           |
| Exidiopsis galzinii                        | (Bres.) Killerm.                 | 1928           |
| Exidiopsis gypsea                          | K. Wells & Raitv.                | 1977           |
| Exidiopsis jianfengensis                   | Y.B. Peng                        | 1987           |
| Exidiopsis leucophaea                      | (Bres.) K. Wells                 | 1962           |
| Exidiopsis macroacantha                    | K. Wells                         | 1969           |
| Exidiopsis molybdea                        | (McGuire) Ervin                  | 1957           |
| Exidiopsis mucedinea                       | (Pat.) K. Wells                  | 1957           |
| Exidiopsis novae-zelandiae                 | (McNabb) Wojewoda                | 1981           |
| Exidiopsis opalea                          | (Bourdot & Galzin) D.A. Reid     | 1970           |
| Exidiopsis pallida                         | K. Wells & Raitv.                | 1966           |
| Exidiopsis paniculata                      | K. Wells & Bandoni               | 1987           |
| Exidiopsis pulverea                        | Hauerslev                        | 1993           |
| Exidiopsis punicea                         | K. Wells & Bandoni               | 1987           |
| Exidiopsis rufula                          | Rick                             | 1958           |
| Exidiopsis scutelliformis                  | (Berk. & M.A. Curtis) P. Roberts | 2006           |
| Exidiopsis sublivida                       | (Pat.) K. Wells                  | 1962           |
| Exidiopsis succinea                        | K. Wells & Raitv.                | 1987           |
| Exidiopsis tawa                            | (McNabb) Wojewoda                | 1981           |
| Exidiopsis tenuis                          | Hauerslev                        | 1993           |
| Exidiopsis tremellispora                   | Möller                           | 1895           |